# Stazione di Agno
La stazione di Agno è una stazione ferroviaria della linea Lugano-Ponte Tresa a servizio del centro abitato di Agno. È anche sede del deposito e della società Ferrovie Luganesi (FLP), che esercisce sia la linea che il servizio ferroviario sulla stessa.

## Storia

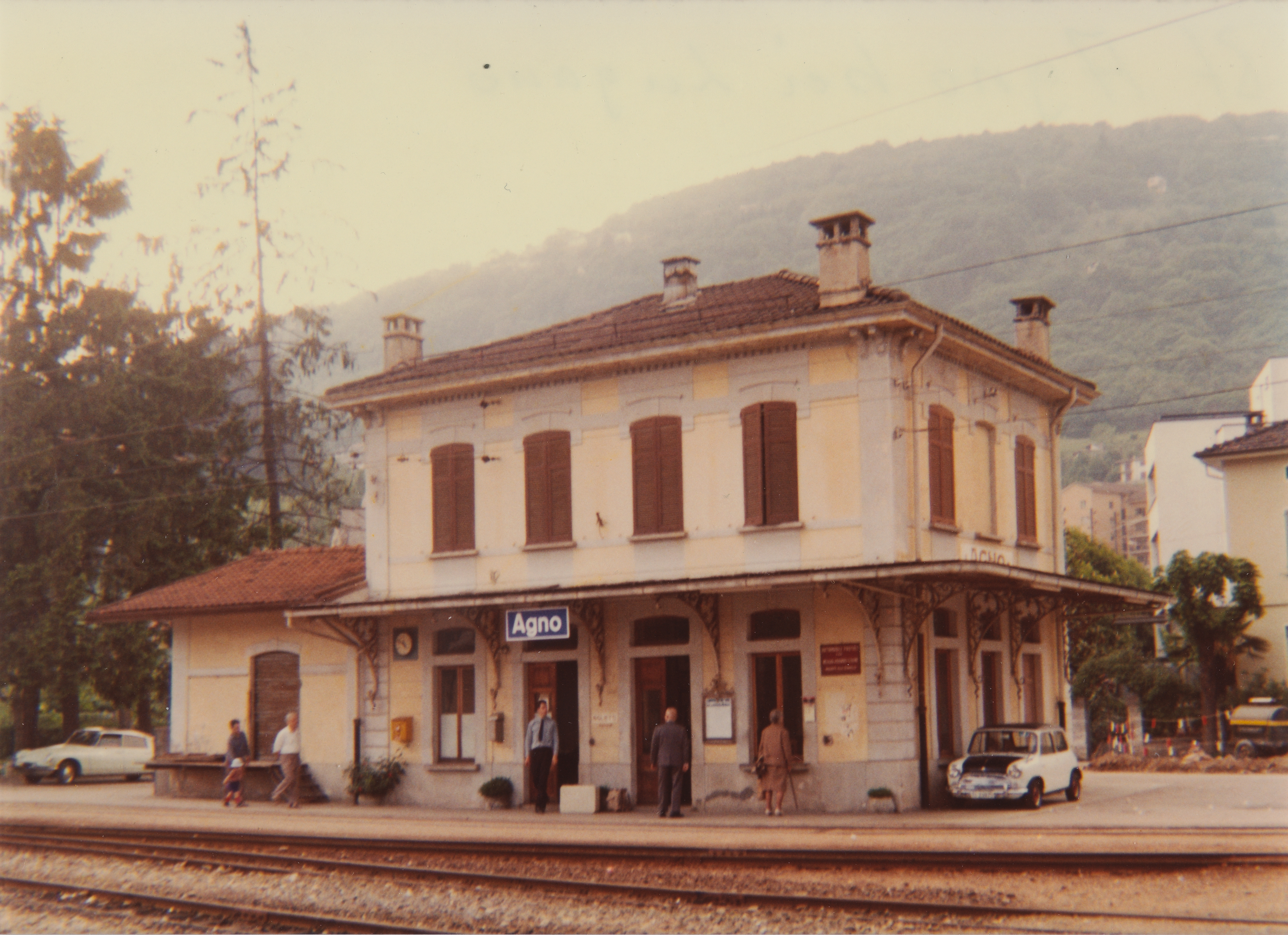
Il fabbricato viaggiatori negli anni Ottanta

La stazione fu aperta al pubblico il 5 giugno 1912 assieme alla linea ferroviaria. Da subito fu considerata strategica per la FLP che installò la rimessa locomotive, l'officina per la manutenzione del materiale rotabile e la cabina di alimentazione della corrente elettrica.
Nel biennio 1990-92, l'impianto fu ampliato e il fabbricato viaggiatori fu affiancato dalla nuova filiale postale di Agno. Nel giugno 1994, grazie a un accordo con La Posta Svizzera, la stazione divenne interscambio con gli autopostali.
Nell'autunno 2003 fu coinvolta nei lavori di potenziamento della ferrovia per aumentare la frequenza del servizio ferroviario a quindici minuti.

## Strutture e impianti
La stazione è dotata di un fabbricato viaggiatori in muratura, a due livelli, nello stesso stile della stazione di Bioggio e di quella di Magliaso. Annesso all'edificio principale si trova l'ex filiale locale della posta: l'edificio fu costruito nel 1991 e fu impiegato dall'ente postale fino a novembre 2022.
Il piazzale è dotato di cinque binari in asse al fabbricato viaggiatori. Il primo è quello di corsa della linea ferroviaria ed è l'unico adibito al servizio viaggiatori. Il secondo è di raddoppio, dotato di un marciapiede di centrale il cui accesso è vietato all'utenza. Gli altri tre binari sono di scalo a servizio del deposito locomotive della FLP.

## Movimento
La stazione è servita dai treni della linea S60 della rete celere ticinese, cadenzati con frequenza di quindici minuti, nei giorni feriali, e di trenta, in quelli festivi.

## Servizi
- Biglietteria automatica

## Interscambi
- Fermata autobus
- Posteggi taxi